# Déficience NGLY1
 (mars 2019).
 Mise en garde médicale
La déficience NGLY1 est une maladie orpheline autosomale récessive extrêmement rare affectant le gène NGLY1, situé au locus 3p24.2 (sur le chromosome 3, au niveau de son bras court), première maladie identifiée de déglycosylation   La maladie manifeste une alacrymie congénitale (incapacité complète ou quasi entière de verser des larmes), un nombre élevé de transaminases hépatiques (principalement ASAT et ALAT), et des troubles moteurs.  La déficience en NGLY1 peut être difficile à diagnostiquer par sa faible incidence, et la plupart des cas sont identifiés par tests génétiques.  
La maladie crée une déficience du réticulum endoplasmique et certains cas ont des neuropathies dégénératives. Le gène NGLY1 est le fabricant de l'enzyme N-glycanase 1, qui exécute le clivage de N-glycans. Sans le N-glycanase, les protéines N-glycosylées mal pliées dans le réticulum endoplasmique ne se dégénèrent pas, et s'accumulent dans le cytoplasme cellulaire,.

## Symptomatologie
Les trouvailles médicales sont non spécifiques, malgré quatre symptômes universels : une déficience intellectuelle hétérogène et souvent sévère, alacrymie, excès de transaminases et perturbations motrices complexes. L'excès de l'enzyme hépatique disparait typiquement dans l'enfance. 50% des sujets sont épileptiques, à des niveaux différents de résistance aux traitements. Des symptômes secondaires s'ajoutent : l'apnée du sommeil, constipation, scoliose, problématiques bucco-motrices, neuropathies auditives et périphériques.

## Diagnostic
La déficience NGLY1 est identifiée par spéculation majoritairement clinique, et requiert l'analyse biallélique (étude de liaison en biologie moléculaire) de mutations du gène.

## Traitements
Les options de traitements sont encore inexplorées et pré-cliniques : thérapies de remplacement génétique, et des inhibiteurs de ENGase,.  Les patients dépendent de thérapies et de programmes flexibles à leurs capacités et besoins, incluant des gouttes ophtalmiques, des traitements antiépileptiques, ergothérapie et aide à l'autonomie de l'alimentation. Les débuts de créations de traitements observent un intérêt pour des enzymes stabilisant la protéine NGLY1 mutante contre la déficience en N-glycanase.

## Épidémiologie
Moins de 50 patients ont été enregistrés dans la littérature médicale. La majorité sont européens, mais des cas africains et hispaniques ont été identifiés.

## Découverte
Les premiers cas ont été diagnostiqués en 2012.  La maladie récemment identifiée a été une source d'attention majeure pour la communauté biomédicale en raison de sa rareté et des cas de deux enfants originaires de familles affiliées spécialement avec les médias. La famille Wilsey, descendants de Dede Wilsey, ont fondé la Grace Science Foundation en hommage à leur fille, ainsi que Matt Might et son épouse créèrent la Bertrand Might Research Fund en honneur de leur fils. Les deux fondations partenaires ont amassé des sommes de millions par leurs campagnes de financement,.